# Acorn Atom
Acorn Atom ime je za kućno računalo koje je proizvodila engleska tvrtka Acorn Computers između 1980. i 1982. godine. Nasljednici su mu računala BBC Micro i Acorn Electron

## Arhitektura
- Mikroprocesor : MOS 6502
- Takt: 1MHz
- RAM: 2 Kb (proširivo do 12 Kb)
- ROM: 8 Kb (proširivo do 12 Kb)
- Ulazno/Izlazne jedinice
  - Disketna jedinica 5 1/4" 100 Kb
  - Kaseta
  - Tipkovnica
- Grafika
  - 64x64 (4 boje)
  - 64x96 (4 boje),
  - 128x96 (monokromna)
  - 64x192 (4 boje)
  - 128x192 (2 boje)
  - 256x192 (monokromna)
- Softver
  - ATOM Basic
  - Asembler/Monitor

### Memorijska karta
Sljedeća tablica predstavlja memorijsku kartu računala Acorn Atom. Osjenjena područja predstavljaju minimalni sistem.
| Hex adresa | Sadržaj                                        | Opaske                                 |
| ---------- | ---------------------------------------------- | -------------------------------------- |
| 0000       | Block Zero RAM                                 | 1KB RAM                                |
| 0400       | Video memorija - Teletekst                     |                                        |
| 0800       | VDG CRT (adrese grafičkog kruga)               |                                        |
| 0900       |                                                |                                        |
| 0A00       | Izborna disketna jedinica                      |                                        |
| 0A80       |                                                |                                        |
| 1000       | Peripherals space                              |                                        |
| 2000       | Catalogue buffer                               |                                        |
| 2200       | Sequential File buffers                        |                                        |
| 2800       | Varijable kliznog zareza                       | Internal RAM 5KB max.                  |
| 2900       | Extension Text space RAM                       | Internal RAM 5KB max.                  |
| 3C00       | Proširenje RAM memorije                        |                                        |
| 8000       | 8000-01FF za grafički mod 0 (512 bita teksta)  | Video i RAM za BASIC programe 6KB max. |
| 8000       | 8000-83FF za video mod 1 (1KB za sliku)        | Video i RAM za BASIC programe 6KB max. |
| 8000       | 8000-85FF za grafički mod 2 (1.5 KB za sliku)  | Video i RAM za BASIC programe 6KB max. |
| 8000       | 8000-8BFF za grafički mod 3 (3KB za sliku)     | Video i RAM za BASIC programe 6KB max. |
| 8000       | 8000-97FF za grafički mod 4 (6KB za sliku)     | Video i RAM za BASIC programe 6KB max. |
| 9800       |                                                |                                        |
| A000       | Izborni ROM za utlity programe                 |                                        |
| B000       | PPIA I/O jedinice                              |                                        |
| B800       | Izborna VIA I/O jedinica za međusklop za pisač |                                        |
| C000       | ATOM BASIC prevoditelj                         | 4KB ROM                                |
| D000       | Izborno proširenje ROM                         |                                        |
| E000       | Izborni Disk operacijski sustav (DOS)          |                                        |
| F000       | Assembler                                      | 4KB ROM                                |
| F000       | Kazetni operacijski sustav                     | 4KB ROM                                |